# Oxyethira obtatus
Oxyethira obtatus is een schietmot uit de familie Hydroptilidae. De soort komt voor in het Nearctisch gebied.